# حنضان (بني مطر)

تعديل مصدري - تعديل

حنضان هي إحدى قرى عزلة جنب بمديرية بني مطر التابعة لمحافظة صنعاء، بلغ تعداد سكانها 467 نسمة حسب تعداد اليمن لعام 2004.